# Xã Wyacondah, Quận Davis, Iowa
Xã Wyacondah (tiếng Anh: Wyacondah Township) là một xã thuộc quận Davis, tiểu bang Iowa, Hoa Kỳ. Năm 2010, dân số của xã này là 347 người.